# Erich-Günther Sasse
Erich-Günther Sasse (* 7. April 1944 in Wallwitz; † 3. März 2016 in Leitzkau) war ein deutscher Schriftsteller.

## Leben
Erich-Günther Sasse besuchte die Schule in Leitzkau und Gommern, absolvierte dann eine Landwirtschaftslehre, studierte Landwirtschaft und schloss das Studium mit der Graduierung zum Diplomagraringenieur ab. Von 1973 bis 1976 studierte er am Literaturinstitut „Johannes R. Becher“ in Leipzig. Seit 1976 war er freischaffender Schriftsteller und veröffentlichte Romane und Erzählungen. Insbesondere mit seinem kritischen Roman Der Brunnen geriet er in das Visier des Ministeriums für Staatssicherheit. Von 1994 bis 2004 leitete er das Literaturbüro Sachsen-Anhalt. Erich Günther Sasse lebte die letzten Jahre in Leitzkau.

## Werke
- Und hinter der Tür eine Kette. Mitteldeutscher Verlag, Halle/Saale 1976.
- Amerikaheinrichs Rückkehr. Erzählungen. Hinstorff Verlag, Rostock 1977.
- Der Brunnen. Roman. Hinstorff Verlag, Rostock 1980.
- Die Fremden. Erzählungen. Hinstorff Verlag, Rostock 1984.
- Abgefunden oder Das Siegel. Roman. Hinstorff Verlag, Rostock 1986, ISBN 3-356-00009-8.
- Manisch. Roman. Hinstorff Verlag, Rostock 1990, ISBN 3-356-00299-6.